# Lemur korunkatý
Lemur korunkatý (Eulemur coronatus) je malý zástupce podřádu poloopic z čeledi lemurovitých denních, nejmenší z rodu Eulemur.

## Rozšíření
Nachází se výhradně na severu Madagaskaru, žije v hornaté krajině až do výšky 1250 m. Obývá především suché, opadavé lesy v oblastech poloostrova Cap d'Ambre a Sakalava, lze ho však řidčeji nalézt i v deštných pralesích. Žije častěji v hloubce lesa než na jeho okraji.
Žije ve čtyřech chráněných oblastech Analamera, Ankarana, Foret d'Ambre a Montagne d'Ambre, které ještě nedávno tvořily jednolitý pás lesa, dnes jsou to od sebe odizolované ostrůvky a lemuři z nich nemají mezi sebou kontakty.

## Popis
Dosahuje velikosti zhruba kočky domácí, tělo s hlavou se špičatým čenichem má dlouhé asi 34 cm. Váží průměrně 1,7 až 2 kg. Nechápavý ocas, sloužící jen pro rovnováhu, bývá dlouhý až 45 cm. Je pojmenován podle charakteristického oranžového zabarvení srsti na hlavě ve tvaru koruny. Ve zbarvení se projevuje pohlavní dimorfismus, samec je tmavě šedý, má tmavý ocas, šedé tváře a černý čenich, kdežto samice je světlejší s bílým břichem a má výraznější korunku na hlavě. Dolních řezáky a špičáky tvoří pro lemury typický zubní hřebínek k pročesávaní srsti.

## Strava
Je to převážně býložravec, hlavní stravou je ovoce, semena a další lesní plody, které v nouzi sbírá i spadlé na zem a dále květy, pyl i hmyz. Strava záleží i na ročním období, v období dešťů žere i čerstvě vyrašené listí. V období sucha cestuje k napajedlům, která se nacházejí i v krasovitých jeskyních. Při shánění potravy je aktivní od rozednění do soumraku, vyjma několikahodinové polední přestávky.
Ve srovnání s jinými lemury má v porovnání k délce těla krátké tenké i tlusté střevo. Štěpný proces polysacharidů obsažených ve stravě pravděpodobně probíhá ve slepém střevě. Z uspořádání jeho trávicích orgánů je zřejmé, že jsou stavěny na stravu s vyšší energetickou hodnotou.

## Chování
Tyto převážně denní poloopice, i když během noci mají také asi dvouhodinovou dobu aktivity. Jsou sociální, žijí ve skupinách s průměrnou velikostí 5 až 8 jedinců (výjimečně i 15), obsahující několik dospělých obého pohlaví a zbytek nedospělých mláďat. Při denním hledání potravy se skupiny rozdělují, k udržení kontaktů používají hlasové projevy podobné štěkotu. Ačkoliv se teritoria skupin překrývají, vzájemné interakce s jinými jsou vzácné. Ve skupině jsou samice dominantní, jak při žrádle tak i při výběru sexuálních partnerů.
Vzájemná komunikace je jako u ostatních lemurů, hlasová, chemická pomoci vylučovaných pachů i mimická v podobě různých poloh těla a výrazů obličeje. Pomoci těchto výrazových prostředků udržují soudržnost ve skupině.

## Rozmnožování
Jsou to polygamní jedinci omezení výběrem ve skupině. Samice je březí zhruba 125 dnů. K páření dochází v květnu až červnu a mláďata se rodí v září a říjnu počátkem období dešťů. V oblastech vlhčích a tudíž potravně bohatších je období páření uspíšeno. Rodí se po jednom nebo dvou mláďatech, prvé tři týdny je má samice zavěšeny na hrudi, pak na zádech, kojí asi 6 týdnů. Péče samice o potomstvo trvá asi půl roku. Pohlavní dospělostí dosahují mláďata okolo 20 měsíců.
Je prokázána délka života v zajetí 35 let, ve volné přírodě bude asi mnohem menší. Nemá mnoho přirozených nepřátel, snad jen fosu a mláďata dravé ptáky.

## Ohrožení
Podle Červeného seznamu IUCN je lemur korunkatý považován za ohrožený druh. Je ohrožován zmenšováním území vhodnému k jejích životu přeměnou pralesů v obdělávaná pole a cesty i mýcením celých lesních oblastí s cenným dřevem. V poslední době jsou mláďata pytláky lovena pro ochočení do domácností, přestože legálně je chován jen v několika velkých zoo, kde se již narodilo ke třicítce mláďat. 